# 張炳煌

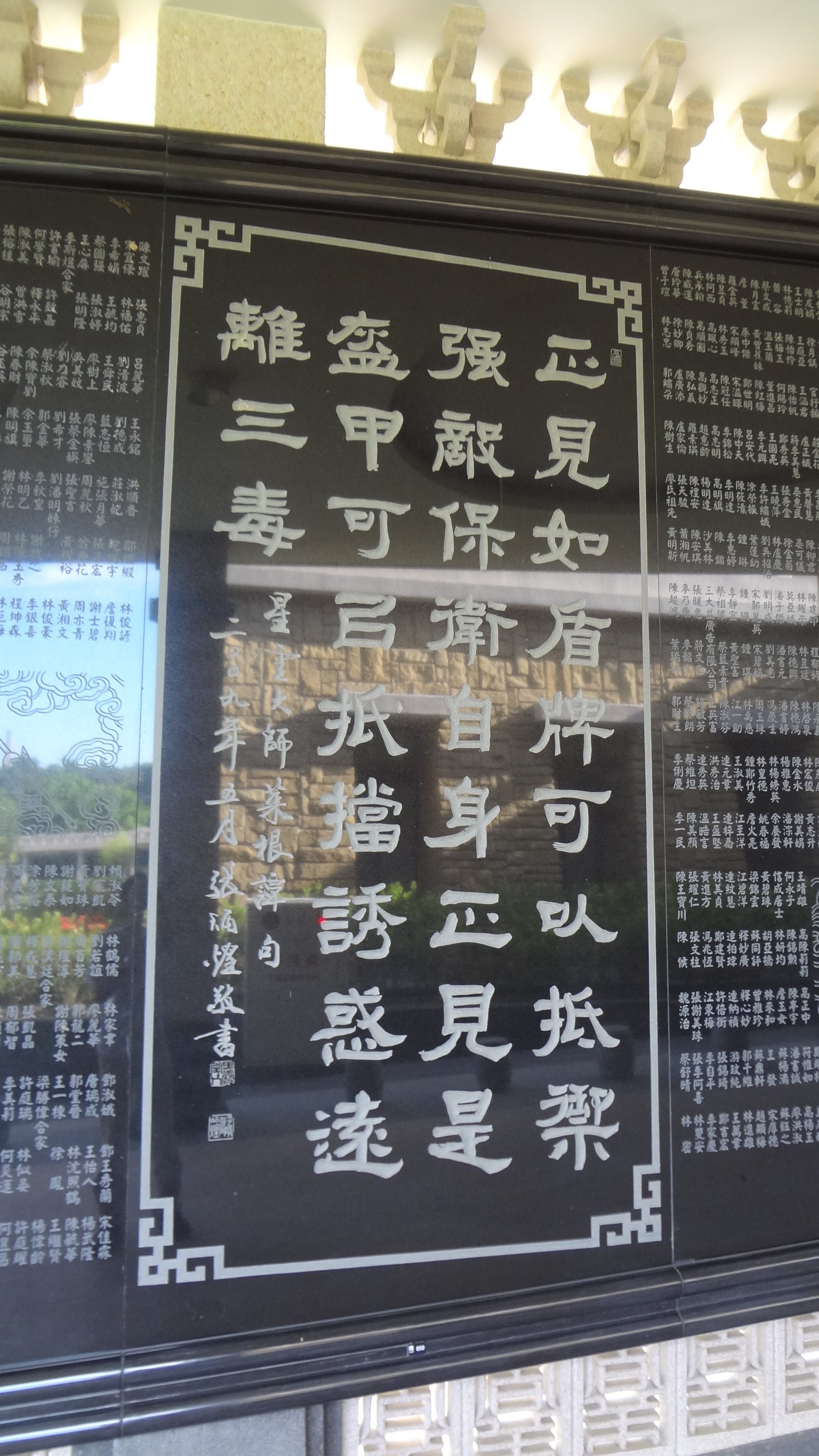
佛光山佛陀紀念館菩提廣場旁走道牆面刻的張炳煌書法

張炳煌（1949年—），字子靖，台灣毛筆、硬筆書法家，生於基隆，曾任淡江大學中國文學學系教授、淡江大學文錙藝術中心主任、淡江大學書法研究室主任、中華民國書學會會長、國際書法聯盟總會理事長、臺灣e筆數位書畫藝術學會理事長、台灣佛教傳道協會理事長，曾榮獲中華民國教育部社會教育獎章、國立歷史博物館金質獎章、中華民國資深青商總會全球中華文化薪傳獎、韓國文化產業振興院、中國文藝協會中國文藝獎章美術書法獎等獎項，曾在中華電視公司社教節目《每日一字》書寫教育部頒標準字體近20年，在日本、臺灣及南洋各地舉行個展十餘次，獲選為2010年中國書法十大年度人物。
2014年他在民間全民電視公司文學節目《飛閱文學地景》負責「e書法」，即將名家白話詩以電子書法謄寫。
2023年8月5日，中華民國畫學會舉辦2023年大會暨金爵獎頒獎典禮，張炳煌獲頒金爵獎書法類獎座。

## 電視劇
- 2002年 台灣奇案《灶神拜祖師》

## 外部連結
- 張炳煌書法藝術網